# Waikato
Waikato és una de les setze regions de Nova Zelanda, localitzada al centre nord-oest de l'illa del Nord. Amb una població de 496.700 habitants (juny 2020), és la quarta regió més poblada del país. La ciutat principal i capital és Hamilton, on es localitza la Universitat de Waikato.
La regió fa frontera al nord-oest amb Auckland, a l'est amb Bay of Plenty, al sud-est amb Hawke's Bay, al sud amb Manawatu-Wanganui i al sud-oest amb Taranaki.

## Etimologia
El nom de la regió prové del maori i significa «aigua corrent».

## Geografia

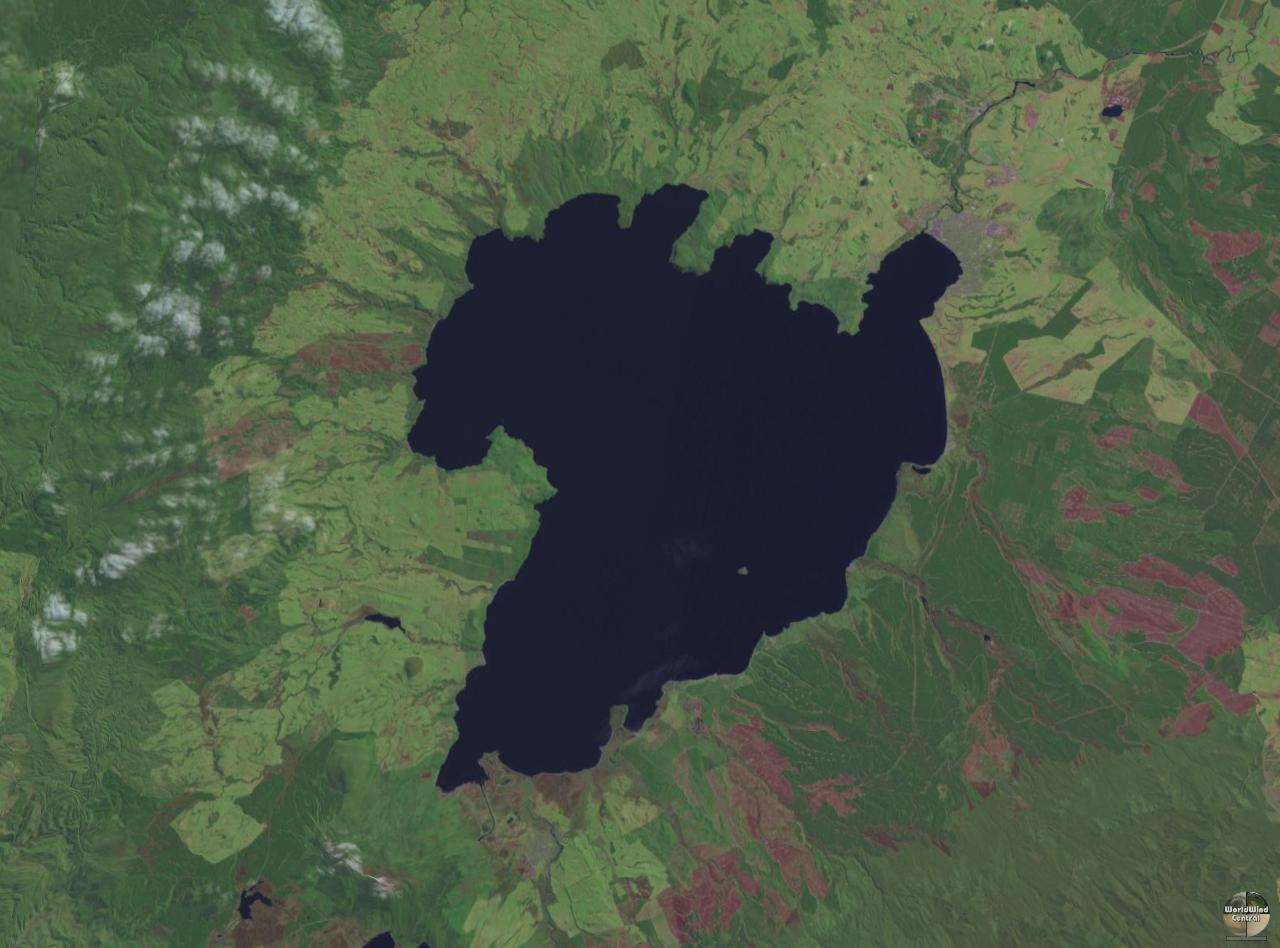
Vista del llac Taupo

A l'oest de la regió es troba el mar de Tasmània. L'àrea costanera en gran part és formada per valls i turons, conegudes localment com les muntanyes Hakarimata, tot i que al nord no s'hi troben tants turns degut a la desembocadura del riu Waikato. La costa es caracteritza per tenir tres grans badies naturals: la badia de Raglan, la badia d'Aotea i la badia de Kawhia. L'àrea que envolta la badia de Raglan és coneguda per les seves platges de sorra negra volcànica i per les seves bones condicions per a fer surf.
A l'est dels turons costaners es troben la gran plana d'inundació del riu Waikato. Aquesta part té un clima humit i temperat, i el sòl en gran part es fa servir per agricultura. En les ondulades planes de Waikato es troba la gran part de la població regional.
Al nord de la regió per Te Kauwhata es produeixen dels millors vins neozelandesos. S'hi troben bastants llacs petits per aquesta part, el més gran dels quals és el llac Waikare.
A l'est el sòl forma pendents i boscos a les muntanyes Kaimai i les muntanyes Mamaku. Les parts altes del riu Waikato s'utilitzen per produir hidroelectricitat, gràcies en part a uns quants llacs artificials al sud-est de Waikato. El llac artificial més profund i més aviat creat és el llac Karapiro, ara un centre internacional per a rem. El riu neix al llac Taupo, el llac més gran del país. Prop del llac es troba un volcà amb el mateix nom, el volcà Taupo.

## Clima

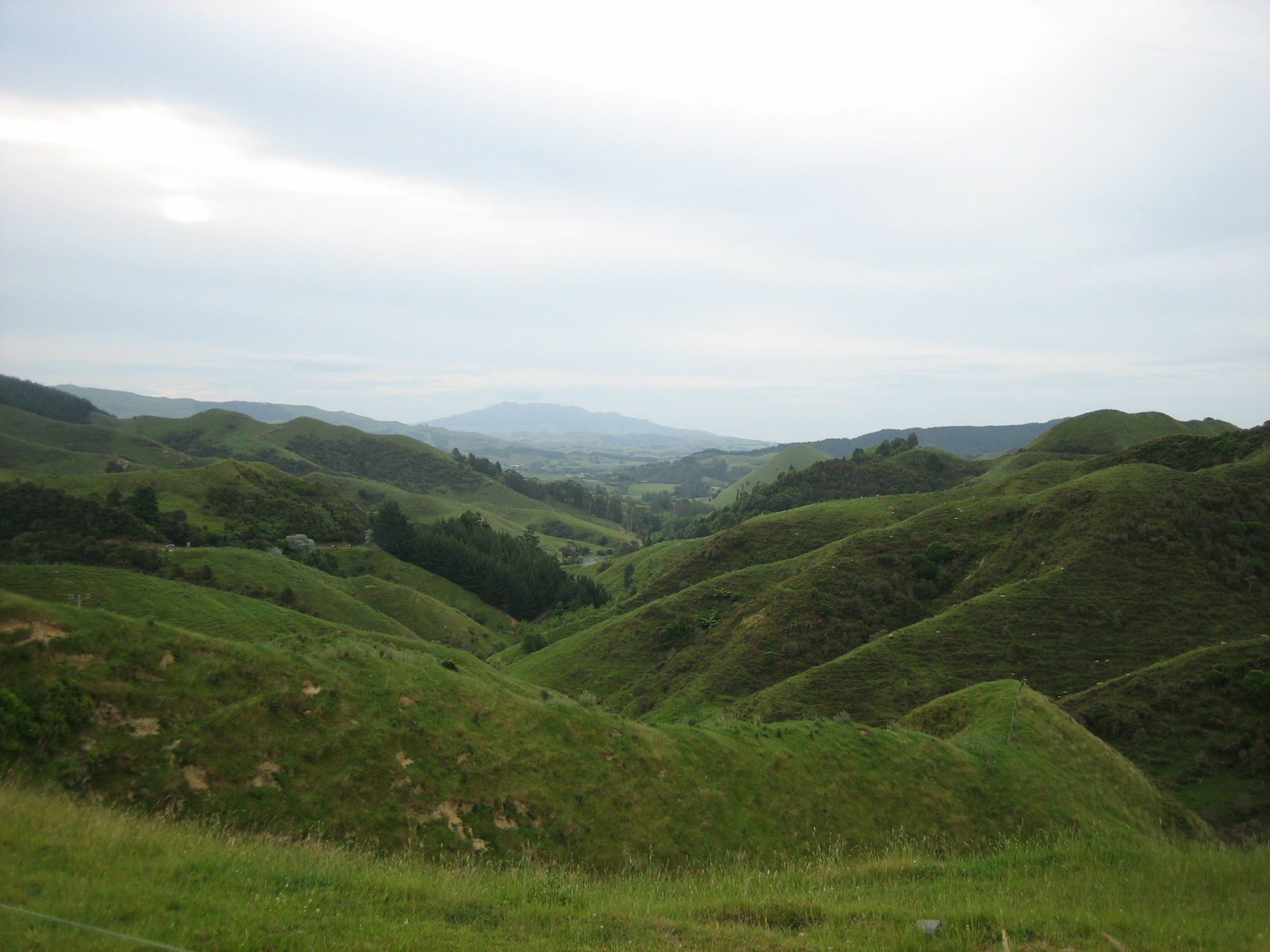
La geografia de l'oest de Waikato es caracteritza per tenir gran nombre de turons i valls

| Paràmetres climàtics mitjans de Hamilton | Paràmetres climàtics mitjans de Hamilton | Paràmetres climàtics mitjans de Hamilton | Paràmetres climàtics mitjans de Hamilton | Paràmetres climàtics mitjans de Hamilton | Paràmetres climàtics mitjans de Hamilton | Paràmetres climàtics mitjans de Hamilton | Paràmetres climàtics mitjans de Hamilton | Paràmetres climàtics mitjans de Hamilton | Paràmetres climàtics mitjans de Hamilton | Paràmetres climàtics mitjans de Hamilton | Paràmetres climàtics mitjans de Hamilton | Paràmetres climàtics mitjans de Hamilton | Paràmetres climàtics mitjans de Hamilton |
| Mes                                      | Gen.                                     | Feb.                                     | Mar.                                     | Abr.                                     | Mai.                                     | Jun.                                     | Jul.                                     | Ago.                                     | Set.                                     | Oct.                                     | Nov.                                     | Des.                                     | Anual                                    |
| ---------------------------------------- | ---------------------------------------- | ---------------------------------------- | ---------------------------------------- | ---------------------------------------- | ---------------------------------------- | ---------------------------------------- | ---------------------------------------- | ---------------------------------------- | ---------------------------------------- | ---------------------------------------- | ---------------------------------------- | ---------------------------------------- | ---------------------------------------- |
| Temperatura diària màxima °C (°F)        | 24 (75,2)                                | 24 (75,2)                                | 23 (73,4)                                | 20 (68)                                  | 17 (62,6)                                | 17 (62,6)                                | 14 (57,2)                                | 15 (59)                                  | 16 (60,8)                                | 18 (64,4)                                | 20 (68)                                  | 22 (71,6)                                | 18,9 (66)                                |
| Temperatura diària mínima °C (°F)        | 13 (55,4)                                | 13 (55,4)                                | 12 (53,6)                                | 9 (48,2)                                 | 7 (44,6)                                 | 5 (41)                                   | 4 (39,2)                                 | 5 (41)                                   | 7 (44,6)                                 | 8 (46,4)                                 | 10 (50)                                  | 12 (53,6)                                | 8,7 (47,7)                               |
| Precipitació total mm (polzades)         | 85 (3,3)                                 | 71 (2,8)                                 | 87 (3,4)                                 | 95 (3,7)                                 | 102 (4)                                  | 119 (4,7)                                | 126 (5)                                  | 117 (4,6)                                | 102 (4)                                  | 96 (3,8)                                 | 93 (3,7)                                 | 95 (3,7)                                 | 1.184 (46,6)                             |
| Font: World Climate Guide                |                                          |                                          |                                          |                                          |                                          |                                          |                                          |                                          |                                          |                                          |                                          |                                          |                                          |

| Paràmetres climàtics mitjans de Taupo | Paràmetres climàtics mitjans de Taupo | Paràmetres climàtics mitjans de Taupo | Paràmetres climàtics mitjans de Taupo | Paràmetres climàtics mitjans de Taupo | Paràmetres climàtics mitjans de Taupo | Paràmetres climàtics mitjans de Taupo | Paràmetres climàtics mitjans de Taupo | Paràmetres climàtics mitjans de Taupo | Paràmetres climàtics mitjans de Taupo | Paràmetres climàtics mitjans de Taupo | Paràmetres climàtics mitjans de Taupo | Paràmetres climàtics mitjans de Taupo | Paràmetres climàtics mitjans de Taupo |
| Mes                                   | Gen.                                  | Feb.                                  | Mar.                                  | Abr.                                  | Mai.                                  | Jun.                                  | Jul.                                  | Ago.                                  | Set.                                  | Oct.                                  | Nov.                                  | Des.                                  | Anual                                 |
| ------------------------------------- | ------------------------------------- | ------------------------------------- | ------------------------------------- | ------------------------------------- | ------------------------------------- | ------------------------------------- | ------------------------------------- | ------------------------------------- | ------------------------------------- | ------------------------------------- | ------------------------------------- | ------------------------------------- | ------------------------------------- |
| Temperatura diària màxima °C (°F)     | 23,3 (73,9)                           | 23,3 (73,9)                           | 20,9 (69,6)                           | 17,6 (63,7)                           | 14,1 (57,4)                           | 11,8 (53,2)                           | 11,2 (52,2)                           | 12,1 (53,8)                           | 14,1 (57,4)                           | 16,5 (61,7)                           | 19 (66,2)                             | 21,3 (70,3)                           | 16,9 (62,4)                           |
| Temperatura diària mínima °C (°F)     | 11,5 (52,7)                           | 11,6 (52,9)                           | 10,2 (50,4)                           | 7,4 (45,3)                            | 4,9 (40,8)                            | 3,4 (38,1)                            | 2,2 (36)                              | 3 (37,4)                              | 4,7 (40,5)                            | 6,6 (43,9)                            | 8,4 (47,1)                            | 10,1 (50,2)                           | 7,1 (44,8)                            |
| Precipitació total mm (polzades)      | 85 (3,3)                              | 77 (3)                                | 83 (3,3)                              | 74 (2,9)                              | 87 (3,4)                              | 99 (3,9)                              | 105 (4,1)                             | 109 (4,3)                             | 99 (3,9)                              | 102 (4)                               | 85 (3,3)                              | 108 (4,3)                             | 1.102 (43,4)                          |
| Font: NIWA Climate Data               |                                       |                                       |                                       |                                       |                                       |                                       |                                       |                                       |                                       |                                       |                                       |                                       |                                       |

## Economia
Waikato té la quarta economia regional més gran de Nova Zelanda després d'Auckland, Canterbury i Wellington. El producte interior brut (PIB) de la regió entre l'abril de 2006 i març de 2007 s'estimava de ser en els 15.606 milions de dòlars estatunidencs, comparat amb uns 12.493 milions de dòlars entre l'abril de 2003 i el març de 2004.
Entre el 2000 i el 2004, el creixement econòmic de Waikato fou més baix que el creixement econòmic nacional. Però, entre el 2004 i el 2007, el PIB de Waikato va incrementar en un 5% anualment comparat amb un 3,2% de mitjana nacional. Aquest creixement econòmic més ràpid es pot atribuir a la indústria làctia i la indústria de serveis, facilitats per l'aproximació a Auckland, la ciutat més important econòmicament de Nova Zelanda.
Donada la geografia i el clima de Waikato, l'economia regional es basa principalment en l'agricultura, especialment la indústria làctica. Aquesta indústria ha estat l'activitat agricultural més important des del segle xix. Per la regió petites cooperatives de la indústria làctica es trobaven al segle xx. Cap als finals del segle xx, es van veure aquestes cooperatives fusionant-se per a crear-ne de més grans, el qual acabà amb la formació de la companyia neozelandesa Fonterra el 2001. El 2007, la indústria làctica aportava uns 2 mil milions de dòlars (13%) al PIB regional. La indústria de serveis contribuïa uns 1,2 mil milions de dòlars (8%) al PIB regional el 2007.

## Districtes
Waikato se subdivideix en onze districtes:
| Districte                      | Localització                   | Capital     | Població | Àrea      | Densitat    |
| ------------------------------ | ------------------------------ | ----------- | -------- | --------- | ----------- |
| Ciutat de Hamilton             | Ciutat de Hamilton             | Hamilton    | 148.200  | 94 km²    | 1.576,6/km² |
| Districte de Hauraki           | Districte de Hauraki           | Paeroa      | 18.750   | 1.186 km² | 15,8/km²    |
| Districte de Matamata-Piako    | Districte de Matamata-Piako    | Matamata    | 32.000   | 1.755 km² | 18,2/km²    |
| Districte d'Otorohanga         | Districte d'Otorohanga         | Otorohanga  | 9.350    | 2.063 km² | 4,5/km²     |
| Districte de Rotorua           | Districte de Rotorua           | Rotorua     | 68.700   | 2.614 km² | 26,3/km²    |
| Districte de South Waikato     | Districte de South Waikato     | Tokoroa     | 22.700   | 1.814 km² | 12,5/km²    |
| Districte de Taupo             | Districte de Taupo             | Taupo       | 34.300   | 6.955 km² | 4,9/km²     |
| Districte de Thames-Coromandel | Districte de Thames-Coromandel | Thames      | 27.000   | 3.193 km² | 8,5/km²     |
| Districte de Waikato           | Districte de Waikato           | Ngaruawahia | 64.700   | 4.506 km² | 14,4/km²    |
| Districte de Waipa             | Districte de Waipa             | Te Awamutu  | 46.200   | 1.473 km² | 31,3/km²    |
| Districte de Waitomo           | Districte de Waitomo           | Te Kuiti    | 9.540    | 3.551 km² | 2,7/km²     |

## Demografia
| Evolució demogràfica de Waikato | Evolució demogràfica de Waikato | Evolució demogràfica de Waikato |
| Any                             | Població                        | Creixement                      |
| ------------------------------- | ------------------------------- | ------------------------------- |
| 1991                            | 331.026                         |                                 |
| 1996                            | 350.112                         | +5,8%                           |
| 2001                            | 357.726                         | +2,2%                           |
| 2006                            | 382.716                         | +7,0%                           |

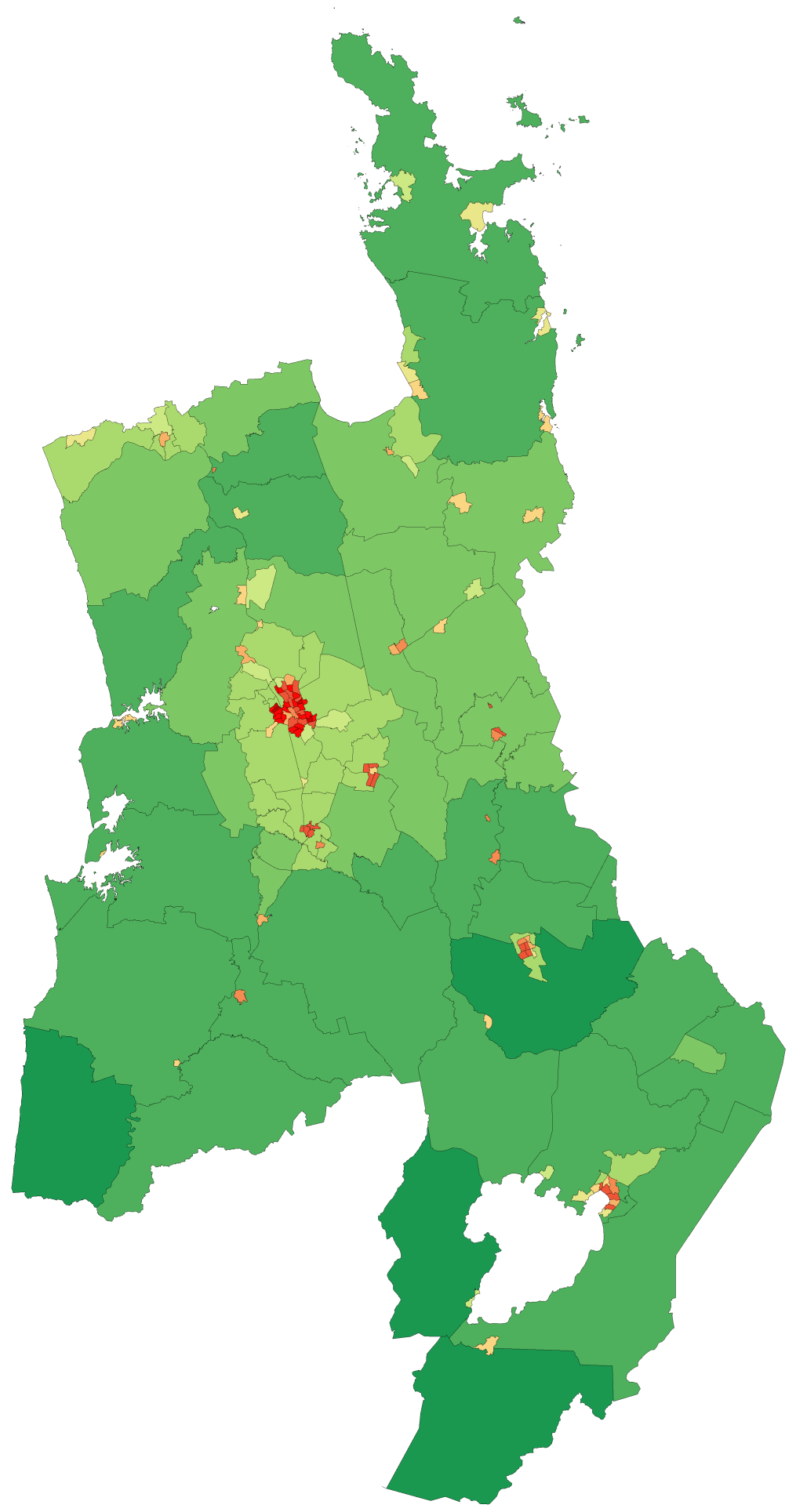
Densitat de població a Waikato segons el cens de 2006

Segons el cens de 2006 Waikato tenia 382.716 habitants, un creixement de 24.990 habitants (7,0%) des del cens de 2001. Hi havia 140.982 llars habitades, 26.004 llars no habitades i 1.617 llars en construcció.
De la població de Waikato, 187.857 (49,1%) eren homes i 194.856 (50,9%) eren dones. La regió tenia una edat mediana de 35,6 anys, 0,3 anys menys que la mediana nacional de 35,9 anys. Les persones majors de 64 anys formaven el 12,4% de la població, comparat amb el 12,3% nacionalment; les persones menors de 15 anys formaven el 22,9% de la població, comparat amb el 21,5% nacionalment.
L'etnologia de Waikato era (amb figures nacionals en parèntesis): 70,4% europeus (67,6%); 21,0% maoris (14,6%); 5,0% asiàtics (9,2%); 3,3% illencs pacífics (6,9%); 0,7% de l'Orient Pròxim, Llatinoamèrica o Àfrica (0,9%) i 11,5% d'altres ètnies (11,1%).
Waikato tenia un atur de 5,2% per persones majors de 14 anys, més que la figura nacional de 5,1%. El sou anual mitjà de persones majors de 14 anys era (en dòlars neozelandesos) de 24.100$, comparat amb 24.400$ nacionalment. D'aquestes, un 43,4% tenien un sou anual de menys de 20.001$, comparat amb un 43,2% nacionalment; mentre que un 17,1% tenien un sou anual d'igual o de més de 50.000$, comparat amb un 18,0% nacionalment.

### Ciutats i pobles
La ciutat més gran de Waikato és Hamilton, amb una població urbana de 209.300 habitants (juny de 2012). Altres centres urbans de la regió inclouen Tokoroa, Te Awamutu, Cambridge i Taupo amb poblacions respectives de 13.300, 15.550, 16.950 i 22.800.
La regió també inclou altres viles com ara Huntly, Matamata, Morrinsville, Ngaruawahia, Otorohanga, Paeroa, Putaruru, Raglan, Te Aroha, Te Kauwhata, Thames, Tirau, Tuakau, Turangi, Whangamata i Whitianga.

## Política

### Política regional
El consell regional de Waikato va ser format com a part de reformes neozelandeses de governs locals i regionals el novembre de 1989. La seu del consell regional es troba a Hamilton. L'actual president del consell regional és Peter Buckley.
El consell regional de Waikato està format per 12 consellers de 8 circumscripcions.
| Circumscripció        | Conseller       | Partit      |
| --------------------- | --------------- | ----------- |
| Central Waikato       | Theresa Stark   | Independent |
| Hamilton              | Tony Armstrong  | Independent |
| Hamilton              | Jane Hennebry   | Independent |
| Hamilton              | Lois Livingston | Independent |
| Hamilton              | Paula Southgate | Independent |
| Matamata-Piako        | Phillip Legg    | Independent |
| North Waikato-Hauraki | Peter Buckley   | Independent |
| South Waikato-Rotorua | Norm William    | Independent |
| Taupo                 | Laurie Burdett  | Independent |
| Thames-Coromandel     | Simon Friar     | Independent |
| Waipa-King Country    | Stu Kneebone    | Independent |
| Waipa-King Country    | Russ Rimmington | Independent |

### Política nacional
Nacionalment, Waikato es localitza en 8 circumscripcions electorals generals i en 3 circumscripcions electorals maoris de la Cambra de Representants de Nova Zelanda.
| Circumscripció          | Diputat           | Partit    |
| ----------------------- | ----------------- | --------- |
| Coromandel              | Scott Simpson     | Nacional  |
| Hamilton East           | David Bennett     | Nacional  |
| Hamilton West           | Tim Macindoe      | Nacional  |
| Hunua                   | Paul Hutchison    | Nacional  |
| Rotorua                 | Todd McClay       | Nacional  |
| Taranaki-King Country   | Shane Ardern      | Nacional  |
| Taupo                   | Louise Upston     | Nacional  |
| Waikato                 | Lindsay Tisch     | Nacional  |
| Hauraki-Waikato (maori) | Nanaia Mahuta     | Laborista |
| Te Tai Hauāuru (maori)  | Tariana Turia     | Maori     |
| Waiariki (maori)        | Te Ururoa Flavell | Maori     |
| (Llista)                | Sue Moroney       | Laborista |

## Educació

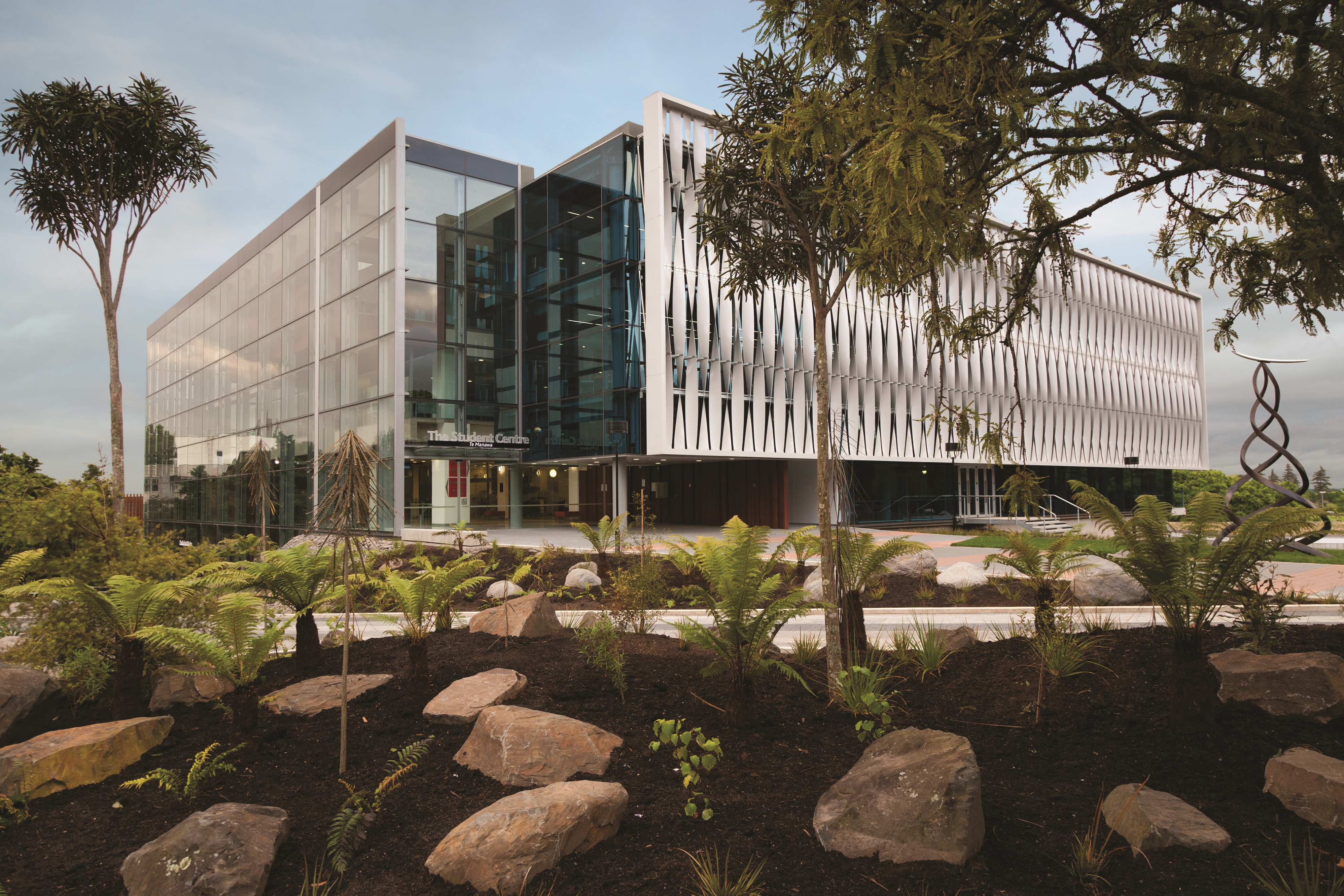
Vista del centre estudiantil de la Universitat de Waikato, a Hamilton

A Hamilton es localitza la Universitat de Waikato, una de les vuit universitats neozelandeses. Aquesta universitat tenia uns 12.000 estudiants el 2011. La universitat fou establerta el 1964 i el seu rector és l'ex-primer ministre Jim Bolger.
A més, a Hamilton també s'hi troba l'Institut de Tecnologia de Waikato. Té uns 16.000 estudiants i té campus a Thames, Te Kuiti i Otorohanga.

## Esport
Waikato té tres equips de rugbi a 15 professionals: King Country, Thames Valley i Waikato. Waikato participa en l'ITM Cup mentre que King Country i Thames Valley participen en la Heartland Championship —la primera i segona divisió del rugbi a 15 neozelandès, respectivament. Aquests tres equips, juntament amb Bay of Plenty i Counties Manukau, formen part de la franquícia de rugbi Chiefs. Els Chiefs participen en el Super Rugby i l'han guanyat en una ocasió, el 2012 en la final contra els Sharks.
De Waikato prové el Waikato FC, un equip de futbol que juga en el Campionat de Futbol de Nova Zelanda. Pel Waikato FC han jugat futbolistes com ara Marco Rojas, Aaron Scott, Ryan Thomas i Rory Turner.